# She Goes to War
She Goes to War is een Amerikaanse dramafilm uit 1929 onder regie van Henry King. De film werd destijds in Nederland uitgebracht onder de titel Zij trekt ten strijde.

## Verhaal
De rijke Joan Morant is door het dolle heen, als de Eerste Wereldoorlog de eentonigheid in haar kleine stadje doorbreekt. Ze doet een beroep op haar invloedrijke oom om een post te verkrijgen in het buitenland. Hoewel ze van de rijkeluiszoon Reggie houdt, speelt ze ook met de gevoelens van de garagehouder Tom Pike. Ze ontmoet hen beiden in Frankrijk.

## Rolverdeling
| Acteur           | Personage           |
| ---------------- | ------------------- |
| Eleanor Boardman | Joan Morant         |
| John Holland     | Tom Pike            |
| Edmund Burns     | Reggie              |
| Alma Rubens      | Rosie               |
| Al St. John      | Bill                |
| Glen Walters     | Katie               |
| Margaret Seddon  | Moeder van Tom      |
| Yola d'Avril     | Yvette              |
| Evelyn Hall      | Tante van Joan      |
| Agostino Borgato | Majoor              |
| Dina Smirnova    | Meid van Joan       |
| Yvonne Starke    | Vrouw van de majoor |
| Eulalie Jensen   | Directrice          |
| H.M. Zier        | Majoor              |
| Eddy Chandler    | Sergeant            |